# Flaws
Flaws is een single van de Britse band Bastille. Het nummer komt van hun debuutalbum Bad Blood (2013). De single is uitgebracht op 19 oktober 2012. Het piekte op nummer 21 in de UK Singles Chart en heeft in Nederlandstalig België op de 7de plaats in de Ultratip gestaan.

## Muziekvideo
Een muziekvideo voor de uitgave van Flaws werd op YouTube geplaatst op 12 september 2012, met een lengte van 3 minuten en 41 seconden. Dan Smith is de hoofdrolspeler.